# Улица Ђорђа Јовановића (Београд)
| Улица Ђорђа Јовановића | Улица Ђорђа Јовановића |
| ---------------------- | ---------------------- |
|                        |                        |
| Општина                | Стари Град             |
| Почетак                | Венизелосова улица     |
| Крај                   | Улица кнез Милетина    |
| Дужина                 | 240 m                  |
| Ширина                 | 10 m                   |
| Створена               | 1909                   |
| Названа                | 1946                   |
| Стари називи           | Новосадска             |
|                        |                        |
|                        |                        |
| Улица Ђорђа Јовановића |                        |

Улица Ђорђа Јовановића  налази се на Општини Стари град Београда, и протеже се правцем од Венизелосове улице до Кнез Милетине. Улица је која целом дужином иде са задње стране пијаце Скадарлија.

## Име улице
Улица је добила назив још почетком 20. века, тачније 1909. године по Ђорђу Јовановићу, књижевном критичару и романсијеру. Мењала је једном назив. До 1946. године се звала Новосадска. Према катастру из 1940. године Новосадска улица се пружала од Књегиње Олге (данас Венизелосова) до Кнез Милетине.

### Ђорђе Јовановић
Ђорђе Јовановић био је књижевни критичар и романсијер са почетка 20. века. Рођен је 1909. године у Београду, а умро је 1943. године у селу Слатина код Космаја. Учествовао је у стварању првих партизанских одреда. Публиковао је више есеја и критика у напредној штампи под псеудонимом Ђорђе Даничић. Имао је и надимак Јарац.

## Суседне улице
- Венизелосова
- Скадарска
- Јелисавете Начић
- Кнез Милетина

## Улицом Ђорђа Јовановића
У Улици Ђорђа Јовановића се налази старинска пекара која избацује вруће лепиње стално. Раније је запослени пекаре продавао лепиње из корпе на самој Бајлонијевој пијаци, а данас се купују директно у пекари.

## Занимљивости
У Улици Ђорђа Јовановића зграде су по спратности уједначене што чини добар утисак за структуираност једне улице. Ниједна Фасада се не одликују неком посебношћу.